# Christen Thomsen Barfoed

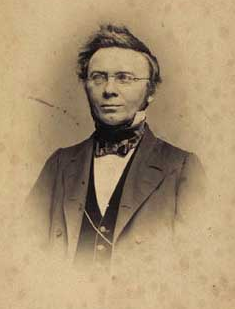
Christen Thomsen Barfoed

Christen Thomsen Barfoed (* 16. Juni 1815 in Stege; † 30. April 1889 in Kopenhagen) war ein dänischer Chemiker, der von 1858 bis 1887 als Professor an der Königlichen Veterinär- und Landwirtschaftsuniversität wirkte. Er widmete sich vor allem der chemischen Analytik und entwickelte ein nach ihm als Barfoed’sche Probe bezeichnetes Verfahren zur Unterscheidung zwischen Monosacchariden und Di-, Oligo- oder Polysacchariden. Ab 1865 gehörte er der Königlich Dänischen Akademie der Wissenschaften an.

## Leben
Christen Thomsen Barfoed wurde 1815 in Stege als Sohn eines Apothekers geboren und bestand 1835 das Staatsexamen in Pharmazie sowie 1839 die Prüfung als Kandidat der angewandten Naturwissenschaften an der Polytechnischen Lehranstalt in Kopenhagen, gegenwärtig Dänemarks Technische Universität. Von 1839 bis 1842 absolvierte er weitere Studien im Ausland, unter anderem in Berlin, Wien und Paris, wo er sich insbesondere mit Chemie und Mineralogie beschäftigte. Nachdem er anschließend zunächst Privatunterricht gegeben hatte, fungierte er ab 1845 als Dozent für Chemie und Physik und von 1850 bis 1857 als Professor an der Tierärztlichen Hochschule in Kopenhagen. Von 1850 bis 1859 unterrichtete er außerdem Chemie an der Hochschule der dänischen Armee. 1858 wurde er außerordentlicher Professor für Chemie und Pharmazie an der zwei Jahre zuvor gegründeten Königlichen Veterinär- und Landwirtschaftsuniversität, an der er in der Folgezeit das chemische Labor aufbaute und bis 1887 tätig war.
Christen Thomsen Barfoed war ab 1846 verheiratet und Vater von einem Sohn und zwei Töchtern. Er war befreundet mit Jacob Christian Jacobsen, dem Gründer der Carlsberg-Brauerei, und hatte wesentlichen Anteil an der Entstehung des Carlsberg-Laboratoriums im Jahr 1876. Bis zu seinem Tod gehörte er dem Vorstand des Laboratoriums und dem Vorstand der Carlsberg-Stiftung an, die unter anderem das Laboratorium finanzierte. Zu seinen Schülern zählte Johan Kjeldahl, der nach einer Tätigkeit als Assistent in Barfoeds Labor auf dessen Empfehlung die Leitung der chemischen Abteilung des Carlsberg-Laboratoriums übernahm und später die Kjeldahlsche Stickstoffbestimmung entwickelte. Er starb 1889 in Kopenhagen.

## Wissenschaftliches Wirken
Christen Thomsen Barfoed beschäftigte sich insbesondere mit der Entwicklung von chemischen Analysemethoden für die Anwendung in der Pharmazie, in der Landwirtschaft und in der Produktion von Lebensmitteln und Spirituosen. Als sein Hauptwerk gilt ein 1863 erstmals veröffentlichtes und 1880 in zweiter Auflage erschienenes Lehrbuch der analytischen Chemie mit dem Titel „Lærebog i den analytiske Kemi. Prøvemidlerne og den uorganiske kvalitative Analyse“, das zusammen mit seinem 1878 veröffentlichten Werk „De organiske Stoffers kvalitative Analyse“ bis ins frühe 20. Jahrhundert die Lehre und Praxis in der chemischen Analytik in Dänemark prägte. Nach ihm benannt ist die von ihm 1873 in der Zeitschrift für Analytische Chemie unter dem Titel „Ueber die Nachweisung des Traubenzuckers neben Dextrin und verwandten Körpern“ erstmals beschriebene Barfoedsche Probe zur Unterscheidung zwischen Monosacchariden und Di-, Oligo- oder Polysacchariden.

## Auszeichnungen
Christen Thomsen Barfoed wurde 1865 in die Königlich Dänische Akademie der Wissenschaften und als Ritter in den Dannebrogorden aufgenommen, von dem er außerdem 1878 das Ehrenkreuz (Dannebrogordenens Hæderstegn) erhielt und 1887 zum Kommandeur befördert wurde. Die Universität Uppsala (1877) und die Universität Kopenhagen (1879) verliehen ihm die Ehrendoktorwürde. Darüber hinaus wurde er 1885 zum Ehrenmitglied der Dänischen Apothekervereinigung ernannt.

## Werke (Auswahl)
- Den rene Krystallographi’s Hovedtræk. Kopenhagen 1861.
- Analysen af uorganiske, i Vand opløselige Alkalisalte: til Brug ved de første Øvelser i chemisk Analyse. Kopenhagen 1863.
- Lærebog i den analytiske Kemi. Prøvemidlerne og den uorganiske kvalitative Analyse. Kopenhagen 1863 (zweite Auflage 1880).
- De organiske Stoffers kvalitative Analyse. Kopenhagen 1878; deutsche Ausgabe: Lehrbuch der organischen qualitativen Analyse. Kopenhagen 1881.